# Louise McPaul
Louise McPaul (Port Kembla, Australia, 24 de enero de 1969) es una atleta australiana retirada, especializada en la prueba de lanzamiento de jabalina en la que llegó a ser subcampeona olímpica en 1996.

## Carrera deportiva
En los JJ. OO. de Atlanta 1996 ganó la medalla de plata en el lanzamiento de jabalina, llegando hasta los 65.54 m, tras la finlandesa Heli Rantanen (oro) y por delante de la noruega Trine Hattestad (bronce con 64.98 metros).